# История на Торино
Град Торино (на италиански: Città di Torino) – център на регион Пиемонт, Северна Италия има повече от 2000–годишна история, останки от която са все още видими в неговите паметници, улици, площади и подземия.

## Таврините и Римската империя
Митовете разказват, че Фаетон – син на бога на слънцето Хелиос, загива, поразен от мълнията на Зевс, и пада от колесницата си във водите на река Еридан – днешната река По. Именно на нейните брегове, според легендата, се появява първият зародиш на града.
Най-ранните сведения за заселване в региона на днешен Торино датират от III век пр.н.е. Първите обитатели били келтско-лигурски племена, наречени „таврини“, които напускат планините и се установяват по поречието на По. Често обърквани с тавриските, таврините създават редица селища, включително Тавразия – предшественика на Торино. В периода между II и I век пр.н.е. те сключват съюз с Рим, който макар и да не им осигурява римско гражданство, ги предпазва от външни нападения. Постепенно племето се установява все по-трайно и развива социална структура, в която военната прослойка губи влияние, а земевладелските елити стават водещи. През 89 г. пр.н.е., като признание за тяхната вярност към Рим във войната срещу италийците, Гней Помпей Страбон им предоставя ограничена форма на гражданство (latinitas), която пълноценно се прилага (като civitas) само за избраните магистрати на общността. Признава се правото на таврините да избират свои владетели, разпространява се латинският и започва аграрната центуриация.
По време на Втората пуническа война Ханибал, начело на своята войска, прекосява Алпите през есента на 218 г. пр.н.е., разгромява римляните и опожарява множество селища, включително и Тавразия.
През 58 г. пр.н.е. Юлий Цезар разполага военен лагер под името „Юлия Тавринорум“ (Julia Taurinorum) при сливането на реките По и Дора Рипария, намиращо се на стратегическа точка по римския път Виа Галика.
Официално началото на град Торино е поставено ок. 28 г. пр.н.е.., когато Октавиан Август основава там втора колония под името „Августа Тавринорум“ (Augusta Taurinorum). Колонията има формата на правоъгълник с размери 670x760 м, ограден от защитни стени и разделен на 72 секции (на лат. insulae). Градът разполага с театър, калдаръмени улици, акведукт, канализация, храмове и обществени сгради. На градските стени има 4 порти за достъп:
- Порта Претория (Porta Praetoria) (според някои Порта Декумана), разположена на изток-югоизток. В течение на времето е включена в Палацо Мадама на Пиаца Кастело. Неин късносредновековен наследник е Порта Фибелона, отворена на юг от източния римски достъп;
- Порта Принципалис Декстера (Porta Principalis Dextera), на север-североизток, наричана още Порта Палатина или Доранеа, най-запазената благодарение на намесата на Алфредо д'Андрате през 1901 г., намира се в района на Порта Палацо;
- Порта Принципалис Синистра (Porta Principalis Sinistra), на югозапад-юг, наричана още Порта Мармореа, незапазена;
- Порта Декумана (Porta Decumana) (според някои Порта Претория), на запад-северозапад, наричана още Порта Сегусина през Средновековието, незапазена.

## Християнизация и варварски нашествия
По време на гоненията на християните император Максимиан в Пиемонт около 290 – 300 г., в Торино са посветени малки храмове на мъчениците Авентор, Октавий и Солутор – римски войници от Тиванския легион. Тези храмове се намират в района на бъдещата Катедрала „Св. Йоан Кръстител“.
След победата на Константин I Велики над Максенций през 312 г. на ок. 20 км западно от града в битка, известна като „Битката при Торино“, гоненията над християните секват.
Първият християнски епиграф датира от 341 г., докато все още съществуват две църкви, разположени на мястото на езически храмове от римската епоха, посветени на Юнона (на днешната ул. Гарибалди) и на Диана (на ул. Порта Палатина).
През IV – V век колонията е обект на варварските нашествия на далмати, сармати, готи и алемани. В края на V век бургундите, начело с Гундобад, плячкосват Северна Италия, а Торино е в упадък.
След победата на острогота Теодорих над Одоакър през 493 г. започва етап на възстановяване за Торино. Между V и VI век градът се утвърждава като важен религиозен център, а неговата епархия обхваща цялата територия, включително Ивреа, Асти, Алба, Акви, Албенга и Амбрюн. Първият епископ на Торино, за когото има сведения, е Свети Максим (ок. 415 г.), почитан както от католическата, така и от православната църква. Той основава катедралата, където през 398 г. се събира важен синод на епископите на Галиите. Тази първа църква е разпознаваема в Базиликата на Спасителя в района на Катедралата „Св. Йоан Кръстител“. Тя, заедно с други две базилики (на Св. Йоан и Св. Мария), са разрушени през XV век за изграждането на сегашната катедрала.

## Под властта на лангобардите: Херцогство Торино
Вследствие на Готската война (535 – 553 г.), водена между Византийската империя и остготите, Торино попада под властта на Византийската империя. Византийското управление в региона се оказва краткотрайно, тъй като през 569 г. Торино попада под властта на лангобардите, които го превръщат в център на обширното Херцогство Торино. То до голяма степен съответства на църковната епархия, което придобива значение като опорна точка на Лангобардското кралство в борбата му срещу франките. 
Първият и най-известен херцог от онова време е Агилулф, който при смъртта на краля на лангобардите Аутари (590) завладява кралството и се жени за вдовицата му Теодолинда. По нейно желание за покровител на Торино е обявен Свети Йоан Кръстител. След смъртта на Агилулф тя е регентка на сина си Адалоалд. Срещу желанието ѝ за налагане на католицизма се обявява зет ѝ – арианецът Ариоалд с въстание през 624 г., който след 1 – 2 години става трети херцог на Торино и крал на Италия. Той поддържа добри отношения с папа Онорий I и баланса между католици и арианци. Ариоалд мести столицата на кралството в Павия.
След него за кратко властва Гарибалд, за когото Павел Дякон казва, че е изпратен като пратеник при краля на лангобардите Годеперт от херцога на Беневенто Гримоалд I, за да го убеди да се намеси в негова полза срещу брат му Перктарит, с когото дели Лангобардското кралство (661 г.). Гарибалд обаче предава Годеперт, увещавайки Гримоалд I да свали двамата братя и да се установи на трона. След завръщането си в Торино Гарибалд става жертва на нападение.
Няколко години по-късно новият херцог на Торино Рагимперт – син на Годеперт взима трона на Лангобардското кралство: той успява да победи законния наследник на трона Лиутперт, също представител на баварската династия на Агилолфингите, спечелвайки битката при Новара срещу неговите привърженици Анспранд (негов регент) и Ротарит. Той умира след само една година на царуване (701 г.), оставяйки престола на сина си Ариперт II, който става пети и последен херцог на Херцогство Торино, и крал на Италия. Той управлява в мир, но е победен от краля на лангобардите Лиутпранд през 710 г.
В района на Торино има различни останки от онова време, като напр. некрополите в квартал „Ница Милефиори“ и в град Коленьо, както и топоними като името на хълма Суперга.

## Под властта на франките и на Маркграфство Ивреа
През 773 г. армията на Карл Велики, след като побеждава лангобардите и краля им Дезидерий, влиза в Торино. Той не оказва никаква съпротива, така че Карл назначава свои представители на графството в града, което на практика го превръща във франкско графство със същото териториално разширение като предишното херцогство. Торино става столица на каролингска провинция (comitatus), която стига до склоновете на Гран Парадизо и Монченизио.
През 818 г., по нареждане на Лудвиг Благочестиви, епископ на града става Клавдий, който се отличава сред иконоборците от онова време. На 25 май 825 г. император Лотар I обнародва капитулария от Кортеолона, който създава имперските училища. Освен в Павия, столицата на Кралство Италия, в Торино също има училище по право, реторика и свободни изкуства, наследявайки традициите на правната школа, основана от римския император Теодосий I. 
През 888 г. градът вече не е под прякото владение на Каролингите, тъй като управлението на Карл Дебели е свалено. За кратък период зависи от господари на други маркграфски династии, принадлежащи на близката Ивреа, като Анскар I, Адалберт I, Беренгар II и Адалберт II. Само абатът Хуго от Новалеза, един от синовете на Карл Велики, има частична власт над Торино, когато през 906 г. от абатство Новалеза премества мощите на Свети Валерик в църквата „Свети Андрей“ (бъдещо Светилище на Утешителката), за да ги защити от кражбите на сарацините, които идват скоро след това.

## Маркграфство Торино
Около 940 г. кралят на средновековното Италианско кралство, Хуго I Арлски, поставя в Торино нов маркграф – Ардуин Голобради. С него се поставя началото на васалната територия на Маркграфство Торино (т. нар. „Ардуинова марка“) и на династията на Ардуините, която властва в областта в продължение на век и половина. След него има още девет маркграфове: Оделрик Манфред I, Оделрик Манфред II, Аделхайд от Суза, Херман IV Швабски, Хайнрих Монфератски, Ото I Савойски, Петър I Савойски, Амадей II Савойски и Фридрих I от Монбелиар (последен маркграф на Торино, умира през 1091 г.). Това е епохата, в която се утвърждава централността на Торино и неговият все по-широк обхват, като например контролът на маркграфовете на Торино върху пътищата, като например частта на поклонническия път Виа Франчиджена във Вал ди Суза към прохода Мон Сени.
В средата на XI век маркграфиня Аделхайд от Суза се омъжва за графа на Савоя Ото I Савойски, с което се поставя началото на савойското влияние върху територията.
След края на династията на Ардуините, към края на XI век, в града се утвърждава авторитетът на епископа и виконтите, докато Торино се превръща в поле на конкуренция между различни благородници.
Хумберт II Савойски, 6–и граф на Савоя, наследява титлата „маркграф на Торино“, без да успее да окупира града. Неговите наследници продължават да предявяват права върху Торино, сблъсквайки се с имперската опозиция.

## XII – XIII век
През 1136 г. Торино е завладян от императора на Свещената римска империя Лотар III, който прогонва 7-ия граф на Савоя Амадей III Савойски и предоставя свободи на гражданите под закрилата на Империята и в рамките на епископския авторитет. През 1137 г. Амадей III се опитва да завземе града, но се натъква на опозицията на епископ Ариберт. Император Фридрих I Барбароса решава да подкрепи епископската съпротива срещу Савоя и през 1159 г. предоставя на епископа пълното господство над Торино и над цялата му територия с цел елиминиране на стремежите на Савойските графове към Марката на Торино.
Чрез сключения през 1235 г. мирен договор се прави опит да се постави край на дългогодишната борба между Торино и Савойските графове. Въпреки това след битката при Кортенуова (1237 г.) между император Фридрих II и Ломбардската лига в Торино е наложено управлението на един от имперските капитани. Все пак през 1248 г. Фридрих II предоставя феодалната власт над Комуна Торино на Томас II Савойски, опитвайки се да спечели благоволението на Савоя. След смъртта на Фридрих II Томас II се жени за Беатрис Фиески – племенница на папа Инокентий IV, което значително увеличава политическата и военната му власт. Това създава търкания с жителите на Република Асти (т. нар. „Свободна комуна на Асти“) и довежда до избухването на война. След година на сблъсъци, в края на 1255 г. Томас претърпява поражение при Монтебруно, където е и пленен, а Торино преминава под господството на Република Асти.
През 1270 г. Торино е принуден да признае господството на Шарл I Анжуйски, граф на Прованс и крал на Сицилия. От 1276 г. до 1280 г. градът е под властта на маркграфа на Монферат Вилхелм VII. Именно тогава римската Порта Претория става част от замъка на днешния пл. „Кастело“.
През 1280 г. Томас III Савойски принуждава Вилхелм VII да му върне града, с което се слага край на Комуната на Торино, съществувала век и половина.

## Господството на Савоя-Ахая
Томас III Савойски запазва автономията на града, но в границите, изисквани за зачитането на суверенитета му. Той изменя уставите на града, постави викарий начело на Торино и принуждава партиите на старата общинска прослойка да запазят мира.
През 1285 г. граф Амедей V Савойски предоставя феодалната власт над Торино и над италианските територии на Савоя на племенника си Филип I Савойски-Ахая, който завладява града през 1295 г., запазвайки обаче възможност му за самостоятелно съществуване.
Амедей VI Савойски („Зеленият граф“) осуетява опита на Жак Савойски-Ахая за създаване на малка независима държава в подалпийските територии. След това той окупира Торино, като потвърждава градските устави, премахва основните следи от общинска автономия (6 юни 1360 г.) и предоставя града и цялата подалпийска територия на Жак Савойски-Ахая в силна васална зависимост.
През XIV век Торино е важен търговски кръстопът и в него се изграждат ханове с конюшни и складове, както и множество болници и странноприемници за по-бедните и за поклонниците. През 1404 г. е основан Университетът, в който се изучават Теология, Гражданско и църковно право, Натуфилософия и Етика, Медицина и Свободни изкуства (Тривиум и Квадривиум).

## Обединение на Пиемонт
Савойската държава бива окончателно обединена през 1418 г. след прекратяването на династичния клон на Савоя-Ахая. Амадей VIII Савойски извършва първоначално административно обединение и Торино става столица на Княжество Пиемонт. При него и при наследника му Лудвиг I Стари градът е център на дипломатическата и политическата дейност на Савоя.
През 1536 г. Торино е окупиран от французите, чието господство продължава 25 години. В желанието си да превърнат града в крайъгълен камък на позициите им в Италия те изграждат значителна укрепителна система около него. С Мирния договор от Като Камбрези през 1559 г. Савойското херцогство се завръща в ръцете на херцог Емануил Филиберт.

## Савойско-Пиемонтска монархия
Въпреки обещанията за пълна реституция на земите през 1559 г. херцог Емануил Филиберт възвръща само част от Савойското херцогство. Той се установява във Верчели, а Торино и други укрепления в Пиемонт са дадени на французите за неопределено време. Французите изоставят Торино на 12 декември 1562 г. след договора от Блуа. Херцогът влиза в града на 7 февруари 1563 г. и Торино става столица на Савойското херцогство. Населението, което в предишни епохи не е надхвърляло 5000 – 6000 жители, през 1570 г. е вече около 30 000 души. Построени са бастионите и Цитаделата, както и нови сгради, които придават на града характерния бароков отпечатък.
През XVII век Карл Емануил I Савойски поставя началото на първото разширение на Торино като един строг и подреден град, чиято основна характеристика са паралелните улици и булеварди, които можем да видим и през XXI век. Той кани в двора си учени, сред които Торквато Тасо, Джамбатиста Марино, Алесандро Тасони и големи барокови архитекти от Пиемонт – Асканио Витоци, Амедео Кониенго ди Кастеламонте, Гуарино Гуарини и Филипо Ювара. С цел освобождаване на строителни пространства биват сринати укрепителните стени от Римско време и от епохата на Емануил Филиберт, и „освободени“ улица По (via Po) и площад Карл Емануил II (piazza Carlo Emanuele II).
По време на Тридесетгодишната война в Торино се организира войната срещу Франция, за да може към Пиемонтското княжество да се прибави и територията на Херцогство Монферат. След 1635 г., след създаването на Лигата на Риволи, херцог Виктор Амадей I напуска града, за да превземе Ломбардия, но умира внезапно, което води до съсредоточаване на борбата между французи и испанци върху Торино. През 1640 г. градът, към който предявяват претенции подкрепяната от Франция херцогиня Кристин Мари Бурбон-Френска (мадам Кристина), вдовица на Виктор Амадей I и регентка на младия Карл Емануил II, и подкрепяните от Испания братя – кардинал Маврикий Савойски и принц Томас Франциск Савойски, е обсаден от французите. Принц Томас се предава и регентка става Мадам Кристина, която придава на града характерен отвъдалпийски отпечатък. Торино остава под контрола на Франция през цялото царуване на сина ѝ Карл Емануил II (1638 – 1675).
През 1675 г. начело на управлението застава херцог Виктор Амадей II, който защитава града от многократните опити на Луи XIV да го завладее. Тези опити завършват с прословутата Обсада на Торино през 1706 г., продължила от 13 май до 8 септември и завършила с голяма битка под стените на града, в която херцог Виктор Амадей II и братовчед му Евгени Савойски разгромяват френските сили. Цитаделата устоява благодарение и на саможертвата на превърналия се в национален герой военен Пиетро Мика, която спира наплива на френски части в подземията на града. Битката при Торино предизвика значително разширяване на Държавата и освобождаването на Италия от опасността от френска хегемония. По това време Торино става богат икономически град и културен център, и към края на XVIII век населението му нараства до почти 90 000 жители.
През 1713 г. след Договора от Утрехт Савойското херцогство е анексирано към Кралство Сицилия. На 24 декември Виктор Амадей II е коронясан за крал на Сицилия в Катедралата в Палермо. Торино става столица на кралството и остава такава до 1720 г., когато Кралство Сицилия минава в ръцете на Хабсбургите.
С Хагския договор от 1720 г. савойците придобиват титлата „Крале на Сардиния“, която взима надмощие над всички останали техни титли (херцози на Савоя, на Пиемонт и т.н.). Торино е столица на Кралство Сардиния, известно също и като Кралство Сардиния-Пиемонт, което става синоним на „териториите под властта на Савоя“. Биват завършени Кралският дворец и пиаца Кастело, построени са Театър Реджо и Театър Кариняно. Близо до Торино се изграждат редица кралски резиденции като Кралският замък в Монкалиери, Кралският дворец във Венария Реале и Ловният павилион Ступиниджи. В Торино работят Виторио Алфиери, Жозеф-Луи Лагранж, Карло Бота, а неговата Академия на науките е световноизвестна.
Европейските конфликти, в които участва Пиемонт при управлението на крал Карл Емануил III, осигуряват нови територии. През Полската наследствена война през 1733 г. той е на страната на Франция, завладява херцогство Милано и получава Новара. През Австрийската наследствена война той е на страната на Мария Терезия и с Мира в Аахен (1748 г.) получава територии в Ломбардия. От времето на последната е и псевдонимът, с който са известни жителите на Торино – „боджанèн“ (bugia nen, букв. „не мърдам“ на пиемонтски), който показва твърдостта на характера им. Изразът е използван от Савойски генерал, който отказва да отстъпи по време на Битката при Асиета на 19 юли 1947 г. на 2000 м. надм. височина във Вал ди Суза (Пиемонт), в която 5 хил. пиемонтци са изправени срещу 20 хил. французи.
През 1796 г. Наполеон Бонапарт успява да прекоси защитните линии на армията на Пиемонт в долините на река Танаро. Две години по-късно Карл Емануил IV Савойски, съюзник на Хабсбургската империя срещу Директорията, е победен от генерал Жубер и е принуден да абдикира. Пиемонт е разделен на департаменти и Торино става столица на Департамент По (Еридан). През 1799 г. в града нахлуват австро-руските войски на маршал Суворов, който номинално възстановява правителството на Савоя. На 22 юни 1800 г. е ред на Наполеон и неговите войски, който създава ново временно правителство. Той нарежда да се сринат бастионите и портите, като ги замества с булеварди по модела на парижките, и кара да се построи нов мост над река По. На 12 април 1801 г. Торино отново е присъединен към Франция и става част от 27-а военна дивизия. Наполеон оставя зет си Камило Боргезе начело на Департамента, а официален език става френският. След абдикацията на Карл Емануил III шестте департамента, на които е разделен Пиемонт, стават френски регион под името Au delà des Alpes със столица Торино.

## Рисорджименто
На 27 април 1814 г., след многократните поражения на Наполеон Бонапарт, Камило Боргезе подписва конвенцията за евакуацията на френските гарнизони от Торино. На 9 май градът е окупиран от австрийците, но на 20 май новият крал Виктор Емануил I влиза триумфално в града.
В периода на Реставрацията на Бурбоните се изгражда Църквата на Великата Божия Майка (Gran Madre di Dio). Населението, намаляло през Наполеоновата ера от около 80 хил. души през 1799 г. на около 65 хил. през 1800 г., бързо нараства и през 1830 г. вече достига 100 хил. жители. Благодарение на Виенския конгрес и на обединението ѝ с Лигурия Савойската държава става най-важната италианска държава в политически и икономически план. Дейността на арсеналите за преоборудване на армията и на новите индустрии привличат много хора от провинцията в града.
През 1821 г. Торино участва в движенията срещу абсолютистките режими. Вълненията на тайните общества на карбонарите са насочени не само към реорганизацията на държавата чрез конституция, но и към войната срещу Австрия в подкрепа на Кралство Ломбардия-Венеция, потискано от чуждото господство. При вълненията през март 1821 г. крал Виктор Емануил I абдикира в полза на брат си Карл Феликс Савойски. Той се намира в Модена, така че регентството е поверено на принц Карл Алберт Савойски-Каринян, който позволява конституция. Впоследствие обаче крал Карл Феликс възстановява абсолютното управление и започва репресии.
На 27 април 1831 г. на престола се възкачва Карл Алберт, който дава началото на бавен план за либерални реформи. По негово време Торино преживява период на голямо икономическо и градско развитие, достигайки до население от 130 хил. жители през 1849 г. Биват основани първите професионални школи и одобрено изграждането на жп линията Торино-Генуа. Създадена е и Банката на Торино, от която произхожда и Италианската банка. През 1839 г. Карл Алберт закупува известния „Автопортрет“ на Леонардо да Винчи, който днес се съхранява в специално помещение под Кралската библиотека.
На 8 февруари 1848 г., в съответствие с европейските либерални конституции, Карл Алберт одобрява Устава (т. нар. Албертинов устав), който влиза в сила на 4 март същата година и определя формата на конституционна монархия от двукамерен тип. На 23 април от балкона на Кралския дворец в Торино той се появява пред ликуващите граждани с шал с трикольор, с което обявява война на Австро-унгарската империя. Катастрофалните резултати от Първата война за италианска независимост или Австро-сардинска война (1848 – 1849) обаче го принуждават да абдикира.
Карл Алберт е наследен от Виктор Емануил II, който преговаря с австрийците, но отказва да премахне Устава и либералните институции. През 1848 г. в политиката се намесва Камило Бенсо, граф на Кавур, който през 1852 г. става Председател на Министерски съвет. През 1860 г. той поема дипломатическия контрол върху Втората войната за италианска независимост, избухнала през 1851 г., която, благодарение на подкрепата на населението, довежда до Обединението на Италия.
С революционните събитията в различни части на Италия през 1848 – 1849 г. Торино преживява нов период на културен и политически подем благодарение на политическите преселници в града, сред които са Винченцо Джоберти, Чезаре Балбо и Масимо д'Адзельо. Изгражда се и главната гара на града – Торино Порта Нуова като център на важен ЖП възел.
На 18 февруари 1861 г. крал Виктор Емануил II свиква депутатите на Първия италиански парламент в Палацо Кариняно в Торино. На 17 март 1861 г. Парламентът го обявява за Крал на Италия, а Торино става първата столица на новороденото Кралство Италия и остава такава до 1865 г. когато столицата е преместена във Флоренция. Напускането на Торино от двора, правителството и централните органи на държавната бюрокрация нанася сериозна щета на града и населението му намалява от 220 хил. на 190 хил. души. Скоро обаче кризата в града намалява и Торино бързо се превръща в първостепенен индустриален център, за което свидетелстват индустриалните изложения, проведени там: Генералното експо на Италия през 1884 г., за което, по проект на Алфредо д'Андрате, е построено Средновековното селище (Borgo Medioevale). В Торино се провеждат Експото през 1898 г. и Световното изложение през 1911 г.

## От Бел Епок до Освобождението
Индустриалният възход на Торино започва от памучния сектор, но през 1889 г. 40% от работниците са заети в металообработващия сектор. Автомобилната промишленост скоро става доминираща. През 1907 г. в града има 37 компании за производството на автомобили, които обаче не издържат на финансовата криза (т. нар. „Паника на Уол Стрийт“) и ФИАТ, основана през 1899 г. от Джовани Анели, става доминираща.
Друг значим сектор, който се развива в града, е киноиндустрията, с раждането на важни продуцентски компании като „Амброзио филм“ и „Итала Филм“ (последната през 1914 г. продуцира известния колосален филм „Кабирия“ на Джовани Пастроне).
След няколко години Торино, заедно с Генуа и Милано, става един от най-развитите индустриални и технологични центрове на страната и подобно на другите два града на „индустриалния триъгълник“ се радва на значителен растеж на населението, което в периода 1881 – 1921 г. нараства от 250 655 на 499 823 души.
С Първата световна война автомобилостроенето и желязно-стоманодобивната промишленост се развиват все повече.
През 1930-те г. много от зоните на Торино се видоизменят, като централната ул. Рома, която е снабдена с характерните за Торино покрити колонади; построен е и първият небостъргач в града – Торе Литория. С идването на власт на фашизма в града се засилват и репресиите: между 18 и 20 декември 1922 г. са убити 11 души, противопоставящи се на режима, и това е т. нар. „Сеч от Торино“, за която напомня площад „18 декември“.
В началото на Втората световна война индустрията в Торино е почти изцяло военна. Поради това той е и първият италиански град, подложен на бомбардировките на Съюзниците (12 юни 1940 г.), които му нанасят силни разрушения. Това предизвика драстично намаляване на производството и допълнително влошаване на условията на работниците. През март 1943 г. започват първите работнически стачки, а на 10 септември същата година градът е окупиран от Нацистка Германия, по време на която са депортирани около 400 евреи. Някои от неговите сгради остават с печалната слава на места за разпити и изтезания, като площад CLN, казармата „Ла Мармора“ на ул. Асти, затворът „Ле Нуове“, подземията на Каза Литория. Сред депортираните евреи е и писателят Примо Леви, който описва лагера в Аушвиц в книгата си „Нима това е човек“.
В нощта на 27 и 28 април 1945 г. партизаните влизат в града и слагат край на нацистката окупация. На 3 май Съюзниците също влизат в Торино, но той вече е освободен от силите на Съпротивата.

## 50-те – 60-те г. на XX век
От април 1945 г. до декември 1946 г. Торино се управлява от Съвет, ръководен от комуниста Джовани Роведа и съставен от партиите на Националноосвободителния комитет (CLN). Комитетът е основан в Рим на 9 септември 1943 г. и е италианска политическа и военна организация, съставена от представители на основните партии и движения в страната с цел противопоставяне на фашизма и нацистката окупация в Италия.
От декември 1946 г. до декември 1992 г. кметовете на Торино са избирани от Общинския съвет.
В периода декември 1946 г. – декември 1973 г. се сменят 10 кмета, сред които откриваме двама представители на Комунистическата партия на Италия (PCI), шест християн-демократи (DC), един представител на Либералната партия на Италия (PLI) и един социалдемократ (PSDI). Представителят на Комунистическата партия Челесте Негарвиле е първият демократично избран кмет в Италия, който е начело на града от декември 1946 г. до април 1948 г.
От декември 1946 г. до юли 1951 г. в Общинския съвет мнозинство имат Италианската комунистическа партия (PCI) и на Италианската социалистическа партия (PSI). Изборите от 1951 г. дават предимство на партиите от центъра: Социалистическата партия на италианските работници (PSLI), Християн-демократическата партия (DC), Италианската републиканска партия (PRI), Италианската социалдемократическа партия (PSDI) и Италианската либерална партия (PLI), които управляват града до края на 1964 г. под ръководството на Християн-демократическата партия. Центристките мнозинства (DC, PSLI, PRI или DC, PSDI, PLI) са потвърдени от резултатите от изборите през 1956 и 1960 г. От 1965 до 1975 г. начело на общинското управление застават няколко лявоцентристки съвета (DC, PSDI, PLI, PSI).
В ранните следвоенни години Торино започва дълга и трудоемка работа по своето възстановяване, а в продължение на десетилетия в града остават следи от военни разрушения. По време на този бум икономиката на Торино е задвижвана от масовото производство: в допълнение към ФИАТ, който се превръща в един от най-големите индустриални центрове в Италия, серийният модел на производство е приет от RIV (основана от Инчерти и Анели през 1906 г.) за сачмени лагери, от GFT (Textile Financial Group, основана през 1930 г.) за текстил, от Венки Уника (основана през 1878 г.) за производство на сладкарски изделия, от Оливети (основана през 1908 г. в Ивреа) за пишещи машини.
През 1961 г. по случай 100-годишнината от Обединението на Италия, в Торино се провежда голямата експозиция „Италия '61“ с 20 шатри, посветени на всеки регион на страната. Сред известните посетители е и британската кралица Елизабет II.
Индустриалните предприятия привличат масово работници от регион Венето и от Южна Италия, което предизвика редица организационни и дори културни проблеми. От 1951 до 1961 г. Торино е градът с най-големия демографски прираст в Италия, като населението му нараства от 719 300 души до над 1 милион души, а 46,6% от тях работят във фабрики. Тази ситуация обаче създава силен социален конфликт, характеризиращ се със стачки и с ожесточени профсъюзни борби, които през 1968 г. са съчетават със студентското протестно движение.

## 70-те – 80-те г. на XX век
Местните избори през 1975 г. отбелязват значително нарастване на влиянието на Италианската комунистическа партия (PCI) и през юли кмет на града става представителят на Комунистическата партия на Италия (PCI) Диего Новели. Той е кмет на града в продължение на 10 години и е начело на лявоцентристки Общински съвети с участието или подкрепата на Италианската социалистическа партия (PSI), Италианската социалдемократическа партия (PSDI) и Италианската републиканска партия (PRI), а през пролетта на 1984 г. е начело на еднопартийно комунистическо управление (PCI).
По това време населението на града започва да намалява и тази тенденция се запазва чак до 90-те год. Освен това след икономическия растеж настъпват години на криза: за първи път ФИАТ изпраща работници в дългосрочен отпуск, което води до масови стачки. Конфликтът между работническите синдикати и мениджърите на компанията се задълбочава още повече през 80-те год., когато работниците губят 23 хил. работни места.
Торино, подобно на други италиански градове, изживява драматично т. нар. „Оловни години“, когато Червените бригади убиват Фулвио Кроче – председател на Адвокатската колегия (1977).
През януари 1985 г. се сформира петпартиен Общински съвет (Християн-демократическата партия DC, Социалистическа партия PSI, Социалдемократическа партия PSDI, Републиканска партия PRI и Либерална партия PLI), ръководен до май 1987 г. от представителя на Социалистическата партия на Италия (PSI) Джордо Кардети и след това до юли 1990 г. – от съпартийката му Мария Маняни Ноя, която е и първата кметица на Торино.
Торино постепенно губи облика си на „работнически град“: през 1981 г. работниците заети в индустриалното производство са 30,5 % в сравнение с 46,6% през 1961 г., а през 80-те год. вниманието се насочва към сферата на услугите.

## От 90-те г. на XX век до началото на XXI век
От нач. на 90-те год. Торино и неговият окръг претърпят дълбока метаморфоза и отчасти губят своето централно място, като някои от основните му предприятия като GFT (Индустриална текстилна група) и Оливети престават да съществуват. Въпреки това градът създава и развива сложна индустриална система за проектиране и производство, и висококвалифицирани услуги (изследвания, обучение на високо ниво, дизайн, проектиране и др.), като същевременно поддържа силен университетски кампус в лицето на престижния си Политехнически университет.
Изборите през 1990 г. водят отново до формиране на петпартиен Общински съвет, който до декември 1991 г. е под ръководството на представителя на Либералната партия на Италия (PLI) Валерио Дзаноне и от февруари до декември 1992 г. – на представителката на Републиканската партия на Италия (PRI) Джована Катанео Инчизо.
На предсрочните избори от юни 1993 г. побеждават лявоцентристите: Демократическата партия на левицата (PDS), Зелените, както и Алианс за Торино (прогресивен гражданска листа, към който се присъедяват републиканците, представителите на Демократичния алианс, католическите асоциации), водени от независимия кандидат Валентино Кастелани – първият пряко избран от гражданите на града кмет. Той е потвърден за кмет и на изборите през 1997 г., когато е подкрепен и от Италианската народна партия (PPI) и от Партията за комунистическо преустройство (PRC). Неговата работа, като тази на следващите кметове, е насочена преди всичко към развиване на сферата на услугите и на културата.
През май 2001 г. начело на града застава представителят на Левите демократи (DS) Серджо Киампарино, а в Общинския съвет влизат представители на дясноцентристката партия „Форца Италия“ с най-много кресла в Съвета, следвана от Алианс за Торино, Левите демократи и др. Киампарино печели и втори мандат на изборите през 2006 г., а лявоцентристката коалиция „Л'Уливо“ има мнозинство в Общинския съвет, следвана от „Форца Италия“, десният „Национален алианс“ и др.
Икономическата криза от 2008 г. поставя пред трудно изпитание икономиката на града. Производството на автомобили достига исторически ниски нива (70 хил. автомобила през 2013 г.), а с раждането на ФИАТ Крайслер градът губи историческата си роля и огромните фабрики на ФИАТ са до голяма степен преобразувани или неизползвани. Въпреки това нараства относителното тежест на средните и средно големите индустрии, които често са лидери в пазарните ниши, способни да предлагат модерни предприемачески услуги и усъвършенствани технологии. Пример за това е веригата магазини за хранителни продукти made in Italy Eataly на Оскар Фаринети, чиято централа е открита в Торино през 2007 г.
През 2006 г. Торино е домакин на 20-те Зимни олимпийски игри и на 9-те Зимни параолимпийски игри, което дава силен тласък за преустройството на града: пусната е в употреба част от първата отсечка на метрото (февруари 2006 г.), напълно реновирана е жп гарата „Торино Порта Суза“ (декември 2008 г.), завършен е строежът на Стадион „Ювентус“ (2011 г.).
През май 2011 г. за кмет на града е избран Пиеро Фасино от Демократическата партия (PD), който формира Съвет, съставен от Умерените (Moderati), Левицата Екология и свобода (SEL) и центристката/лявоцентристката партия „Италия на ценностите“ (Italia dei Valori).
Oт 30 юли 2016 г. до 3 октомври 2021 г. кмет на Торино е Киара Апендино от популисткото Движение „5 звезди“, третата кметица на града. В Общинския съвет мнозинство има Движението „5 звезди“, следвано от Демократическата партия (PD). През февруари 2017 г. с протести е посрещнато решението за налагане на силни ограничения на движението на лични и търговски дизелови превозни средства, когато това бъде счетено за необходимо, с цел борба срещу замърсяването на въздуха в града.
На 24 март 2017 г. Общинският съветът приема общинския бюджет със силни спорове, така че всички осем опозиционни групи съобщават за сериозни нередности, подавайки жалба до Регионалния административен съд, но той отхвърля доводите на лидерите на опозицията. Бюджетът е белязан от значителни съкращения за културата, намаляване на данъчните отстъпки за най-слабите домакинства и на фонда за социално подпомагане на общински полицаи, намаляване на общинските помощи за училищата и летните занимания на детските градини, и удвояване на средствата за поддръжка на пътищата и училищните сгради.
От 27 октомври 2021 г. кмет на Торино е Стефано Ло Русо от Демократическата партия.